# MTV Movie Award for Bedste filmpar
Dette er en liste over MTV Movie Award-vindere og nominerede for Bedste Filmpar. På engelsk kaldet Best On-Screen Team. Prisen startede med at blive uddelt i 1992 og stoppede i 2006.
| År   | Skuespillere Film                                                           | Nominerede |
| ---- | --------------------------------------------------------------------------- | --- |
| 1992 | Dana Carvey og Mike Myers —Wayne's World                                    | Damon Wayans og Bruce Willis - The Last Boy Scout Anna Chlumsky og Macaulay Culkin - My Girl Kevin Costner og Morgan Freeman - Robin Hood: Prince of Thieves Geena Davis og Susan Sarandon - Thelma and Louise |
| 1993 | Mel Gibson og Danny Glover —Dødbringende våben 3                            | Michael Douglas og Sharon Stone - Basic Instinct Kevin Costner og Whitney Houston - The Bodyguard Tom Cruise og Nicole Kidman - Far and Away Woody Harrelson og Wesley Snipes - White Men Can't Jump |
| 1994 | Harrison Ford og Tommy Lee Jones —Flygtningen                               | Johnny Depp og Mary Stuart Masterson - Benny & Joon Tom Hanks og Denzel Washington - Philadelphia Tom Hanks og Meg Ryan - Sleepless in Seattle Dana Carvey og Mike Myers - Wayne's World 2 |
| 1995 | Sandra Bullock og Keanu Reeves —Speed                                       | Jim Carrey og Jeff Daniels - Dum og dummere Tom Cruise og Brad Pitt - En vampyrs bekendelser Juliette Lewis og Woody Harrelson - Natural Born Killers Samuel L. Jackson og John Travolta - Pulp Fiction |
| 1996 | Chris Farley og David Spade —Tommy Boy                                      | Will Smith og Martin Lawrence - Bad Boys Ice Cube og Chris Tucker - Friday Morgan Freeman og Brad Pitt - Se7en Tim Allen og Tom Hanks - Toy Story |
| 1997 | Nicolas Cage Sean Connery —The Rock                                         | Beavis og Butt-head - Beavis and Butt-head Do America Steve Buscemi og Peter Stormare - Fargo Leonardo DiCaprio og Claire Danes - Romeo + Juliet Nathan Lane og Robin Williams - The Birdcage |
| 1998 | John Travolta og Nicolas Cage —Face/Off                                     | Matt Damon og Ben Affleck - Good Will Hunting Will Smith og Tommy Lee Jones - Men in Black Adam Sandler og Drew Barrymore - The Wedding Singer Leonardo DiCaprio og Kate Winslet - Titanic |
| 1999 | Jackie Chan og Chris Tucker —Rush Hour                                      | Ben Affleck og Liv Tyler - Armageddon Nicolas Cage og Meg Ryan - City of Angels Freddie Prinze, Jr. og Rachel Leigh Cook - She's All That Ben Stiller og Cameron Diaz - Vild med Mary |
| 2000 | Mike Myers og Verne Troyer —Austin Powers: The Spy Who Shagged Me           | Adam Sandler og Cole og Dylan Sprouse - Big Daddy Keanu Reeves og Laurence Fishburne - The Matrix Bruce Willis og Haley Joel Osment - The Sixth Sense Tim Allen og Tom Hanks - Toy Story 2 |
| 2001 | Drew Barrymore, Cameron Diaz og Lucy Liu —Charlie's Angels                  | Tom Hanks og Wilson - Cast Away Robert De Niro og Ben Stiller - Meet the Parents George Clooney, Tim Blake Nelson og John Turturro - O Brother, Where Art Thou? Halle Berry, Hugh Jackman, James Marsden og Anna Paquin - X-Men |
| 2002 | Vin Diesel og Paul Walker —The Fast and the Furious                         | Casey Affleck, Scott Caan, Don Cheadle, George Clooney, Matt Damon, Elliott Gould, Eddie Jemison, Bernie Mac, Brad Pitt, Shaobo Qin og Carl Reiner - Ocean's Eleven Jackie Chan and Chris Tucker - Rush Hour 2 Cameron Diaz, Eddie Murphy og Mike Myers - Shrek Ben Stiller og Owen Wilson - Zoolander                                                                            |
| 2003 | Sean Astin, Andy Serkis og Elijah Wood —Ringenes Herre - De to Tårne        | Kate Bosworth, Michelle Rodriguez og Sanoe Lake - Blue Crush Johnny Knoxville, Bam Margera, Steve-O og Chris Pontius - Jackass: The Movie Will Ferrell, Vince Vaughn og Luke Wilson - Old School Jackie Chan og Owen Wilson - Shanghai Knights |
| 2004 | Adam Sandler og Drew Barrymore —50 First Dates                              | Will Smith og Martin Lawrence - Bad Boys II Johnny Depp og Orlando Bloom - Pirates of the Caribbean: The Curse of the Black Pearl Jack Black og the School of Rock Band - School of Rock Ben Stiller og Owen Wilson - Starsky & Hutch |
| 2005 | Lindsay Lohan, Rachel McAdams, Lacey Chabert og Amanda Seyfried —Mean Girls | Will Ferrell, Steve Carell, David Koechner og Paul Rudd - Anchorman: The Legend of Ron Burgundy Vince Vaughn, Christine Taylor, Justin Long, Alan Tudyk, Stephen Root, Joel David Moore og Chris Williams - Dodgeball: A True Underdog Story John Cho og Kal Penn - Harold & Kumar Go to White Castle Craig T. Nelson, Holly Hunter, Spencer Fox og Sarah Vowel - The Incredibles |
| 2006 | Vince Vaughn og Owen Wilson —Wedding Crashers                               | Jessica Alba, Ioan Gruffudd, Chris Evans og Michael Chiklis - Fantastic Four Daniel Radcliffe, Emma Watson og Rupert Grint - Harry Potter og Flammernes Pokal Steve Carell, Romany Malco, Seth Rogen og Paul Rudd - The 40 Year Old Virgin Johnny Knoxville, Seann William Scott og Jessica Simpson - The Dukes of Hazzard                                                        |